# Wspólnota administracyjna Kraiburg am Inn
Wspólnota administracyjna Kraiburg am Inn – wspólnota administracyjna (niem. Verwaltungsgemeinschaft) w Niemczech, w kraju związkowym Bawaria, w rejencji Górna Bawaria, w regionie Südostoberbayern, w powiecie Mühldorf am Inn. Siedziba wspólnoty znajduje się w miejscowości Kraiburg am Inn.
Wspólnota administracyjna zrzesza jedną gminę targową (Markt) oraz dwie gminy wiejskie (Gemeinde): 
- Jettenbach, 700 mieszkańców, 9,18 km²
- Kraiburg am Inn, gmina targowa, 3 997 mieszkańców, 27,56 km²
- Taufkirchen, 1 359 mieszkańców, 25,32 km²